# Johann Benedikt Hess der Ältere
Johann Benedikt Hess (genannt der Ältere)  (* 1636 in Frankfurt am Main; † 1674 ebenda) war ein deutscher Glasschneider des Barock.
Er war der Sohn des aus Böhmen nach Frankfurt eingewanderten Glasschneiders Johann Hess. Werke lassen sich durch Quellen für den Zeitraum von 1669 bis 1674 nachweisen. Er starb mit 38 Jahren. Sein Sohn Johann Benedikt (zur Unterscheidung der Jüngere genannt) führte das Handwerk seines Vaters weiter und erweiterte es um die Gemmenschneiderei.